# Club Baloncesto Collado Villalba
El Club Baloncesto Collado Villalba fou un club de basquetbol espanyol de la ciutat de Collado Villalba. El club va vestir amb uniforme groc o blau.
El club va ser fundat l'any 1970. L'any 1984 el club comprà la plaça de l'Atlètic de Madrid, que havia pujat a l'ACB i va haver de renunciar per problemes econòmics. Durant els anys a la lliga ACB s'anomenà per patrocini Bancobao Villalba i BBV Villalba. La temporada 1990-91 l'Atlètic de Madrid de Jesús Gil y Gil desembarcà en el club convertint-lo en secció amb el nom Atlético de Madrid Villalba. Malgrat haver format un bon equip, amb jugadors com Walter Berry i Shelton Jones, que aconseguí classificar-se pels play-offs pel títol, quan acabà la temporada sorgiren problemes entre l'Altètic i el batlle de Villalba, que provocà que es desfés la fusió, retornant el CB Collado Villaba, que es mantingué una temporada més a l'ACB fins desaparèixer per problemes econòmics l'any 1992.